# Weißenbrunn (Gemeinden Waldzell, Schildorn)
Weißenbrunn ist ein kleiner Ort im Innviertel von Oberösterreich wie auch Ortschaft der Gemeinden Waldzell und Schildorn im Bezirk Ried im Innkreis. In zweiterer Gemeinde schreibt man die Ortschaft Weissenbrunn, die Ortslage dort heißt Unterburgstall (auch Burgstall).

## Geographie
Der Ort befindet sich etwa 8 Kilometer südwestlich des Stadtzentrums von Ried im Innkreis, im Innviertler Hügelland gegen den Hausruck-und-Kobernaußerwald-Zug hin (südliches Innviertel). Er liegt 1 Kilometer nordöstlich benachbart zum Dorf Waldzell rechts im Tal der Waldzeller Ache (Ach), am Riedel, der sich zwischen Waldzeller Ache im Westen und Oberach im Osten vom Hausruck–Kobernaußerwald-Hauptkamm in das Hügelland hinunterstreckt, und damit oberes Achental (südwestliches Innviertel) vom Einzugsgebiet der Antiesen (zentrales Innviertel) trennt.
Der Ort umfasst etwa 10 Gebäude mit um die 30 Einwohner. Der Gutteil gehört als Weißenbrunn zu Waldzell, zwei Häuser, schon oberhalb des Litzlhamer Bachs nördlich gelegen, heißen Unterburgstall oder Burgstall und bilden die Ortschaft Weissenbrunn von Schildorn.
| Au (O, Gem. Waldzell)        | Kemating (O, Gem. Lohnsburg a.K.)           | Litzlham (O, Gem. Schildorn)                           |
| Hacksperr (O, Gem. Waldzell) | Kompassrose, die auf Nachbargemeinden zeigt | Brandstatt (O, Gem. Waldzell) Voglhaid (Gem. Waldzell) |
| Waldzell (O, Gem. Waldzell)  |                                             | Reith (O, Gem. Waldzell)                               |

## Geschichte
Weysenprunn (‚weißer, reiner Brunnen‘) ist schon 1350 urkundlich.
Der Bezug des Namens Burgstall zu einer möglichen Wehranlage auf einer der Bergkuppen ist ungeklärt. Der Name findet sich beispielsweise 1781.
Bis 1779 war der Ort bayrisch (damals Innbaiern) und gehörte mit der Pfarre Waldzell zum Bistum Passau. Erst nach dem Frieden von Teschen kam er mit dem Innviertel zu Österreich. 1784 wurde von Joseph II. eine eigene Pfarre für Schildorn (mit Pramet) eingerichtet (obwohl die Schildorner Kirche die alte Mutterpfarre des nördlichen Hausruck-Kobernaußerwald-Gebietes war, war das inzwischen wichtigere Waldzell ab dem 14. Jahrhundert Pfarrsitz). Dadurch kam ein Teil der Ortslage mit Schaffung der Steuergemeinden im frühen 19. Jahrhundert und der Ortsgemeinden 1848/49 zu Schildorn, während der andere bei Waldzell blieb.
Die Gehöfte, die direkt zu Weißenbrunn gehören (Hnr. 1–3), der Hubbauer (Hnr. 8), der Kronowitter (Hnr. 9), der Weinberger (Hnr. 5) am Litzlhamer Bach, das Lenzen- oder Alberl-(Oiberl-)Gut zu Burgstall (Hnr. 6) und das Prixen- oder Rothmayergut zu Burgstall (Hnr. 7) sind alle als Urhöfe seit spätestens dem 17./18. Jahrhundert nachweislich.